# Amerikaanse Golffederatie
De Amerikaanse Golffederatie (Engels: United States Golf Association, USGA ) is het overkoepelend orgaan van de golfsport in de Verenigde Staten en Mexico. Het hoofdkantoor is in Far Hills (New Jersey).
De Amerikaanse Golffederatie is belast met het organiseren van golf in de Verenigde Staten. Het betreft het organiseren van toernooien en het handicapsysteem, het controleren van bestaande en nieuw aan te leggen golfbanen en het beschermen van de amateurstatus. 
De USGA werkt samen met de The Royal and Ancient Golf Club of St Andrews (R&A) onder meer om de regels van het spel vast te stellen. Ook organiseren ze samen enkele internationale toernooien.
De organisatie heeft sinds 1972 een eigen museum in het John Russell Pope House in Far Hills waar ruim 2000 historische memorabilia bewaard worden.

## Toernooien
De USGA is (mede-)organisator van de volgende toernooien:

### Open kampioenschappen
Open betekent dat er zowel professionals als amateurs mogen meedoen:
- US Open, opgericht in 1895, voor dames en heren, hoewel er meestal alleen heren meedoen.
- US Women's Open, opgericht in 1953, alleen voor vrouwen
- US Senior Open, opgericht in 1980

### Amateurkampioenschappen
- US Amateur, opgericht in 1895
- US Women's Amateur, opgericht in 1895
- US Junior Amateur, U18, opgericht in 1948,
- US Girls'Junior, U18, opgericht in 1949
- US Senior Amateur, opgericht in 1955
- US Senior Women's Amateur, opgericht in 1962
- US Mid-Amateur, opgericht in 1981
- US Women's Mid-Amateur, opgericht in 1987
- US Amateur Public Links, opgericht in 1922
- US Women's Amateur Public Links, opgericht in 1977

### Teamkampioenschappen
State Championships
Deze kampioenschappen werden in 1995 voor het eerst gespeeld als onderdeel van de viering van het 100-jarig bestaan van de USGA. Ze worden om het jaar gespeeld, tegenwoordig spelen de heren in de even jaren, de dames in de oneven jaren. College studenten mogen niet meedoen volgens de NCAA-regels.
- USGA Men's State Team Championshhip
- USGA Women's State Team Championshhip

Internationale teams
- Walker Cup voor heren
- Curtis Cup voor dames
- Eisenhower Trophy voor heren
- Espirito Santo Trophy voor dames

## Meervoudige winnaars
Heren
Bobby Jones won 9 toernooien tussen 1923 en 1930, Tiger Woods won 9 toernooien tussen 1991 en 2008.
Dames
JoAnne Carner won 8 toernooien tussen 1956 en 1976.

## Geschiedenis
De USGA werd op 22 december 1894 opgericht. Nadat Charles B. Macdonald runner-up was geworden bij het Amerikaanse en Britse amateurskampioenschap, stelde hij voor dat er een nationale instelling moest komen om nationale toernooien te organiseren. Net voor het einde van het jaar werd de Amateur Golf Association opgericht, die later de USGA werd genoemd.

## Voorzitters
- 1894-1896: Theodore A. Havemeyer, Newport (R.I.) G.C.
- 1897-1898: Laurence Curtis, The Country Club, Brookline, Mass.
- 1899-1900: W.B. Thomas, The Country Club, Brookline, Mass.
- 1901-1902: R.H. Robertson, Shinnecock Hills G.C., Southampton, N.Y.
- 1903-1904: G. Herbert Windeler, The Country Club, Brookline, Mass.
- 1905-1906: Ransom H. Thomas, Morris County G.C., Convent Station, N.J.
- 1907-1908: Daniel Chauncey, Garden City (N.Y.) G.C.
- 1909-1910: Herbert Jaques, The Country Club, Brookline, Mass.
- 1911-1912: Silas H. Strawn, Glen View Club, Golf, Ill.
- 1913-1914: Robert C. Watson, National Golf Links of America, Southampton, N.Y.
- 1915-1916: Frank L. Woodward, Denver (Colo.) C.C.
- 1917: Howard W. Perrin, Merion Cricket Club, Haverford, Pa.
- 1918-1919: Frederick S. Wheeler, Apawamis Club, Rye, N.Y.
- 1920: George H. Walker, National Golf Links of America, Southampton, N.Y.
- 1921: Howard F. Whitney, Nassau C.C., Glen Cove, N.Y.
- 1922-1923: J. Frederick Byers, Allegheny C.C., Sewickley, Pa.
- 1924-1925: Wynant D. Vanderpool, Morris County G.C., Convent Station, N.J.
- 1926-1927: William C. Fownes Jr., Oakmont (Pa.) C.C.
- 1928: Melvin A. Traylor, Glen View Club, Golf, Ill.
- 1929-1930: Findlay S. Douglas, Apawamis Club, Rye, N.Y.
- 1931-1932: Herbert H. Ramsay, National Golf Links of America, Southampton, N.Y.
- 1933-1934: Herbert Jaques, The Country Club, Brookline, Mass.
- 1935: Prescott S. Bush, Round Hill Club, Greenwich, Conn.
- 1936-1937: John G. Jackson, Deepdale G.C., Great Neck, N.Y.
- 1938-1939: Archibald M. Reid, St. Andrew’s G.C., Hastings-on-Hudson, N.Y.
- 1940-1941: Harold W. Pierce, The Country Club, Brookline, Mass.
- 1942-1943: George W. Blossom Jr., Onwentsia Club, Lake Forest, Ill.
- 1944-1945: Morton G. Bogue, Deepdale G.C., Great Neck, N.Y.
- 1946-1947: Charles W. Littlefield, Montclair (N.J.) G.C.
- 1948-1949: Fielding Wallace, Augusta National Golf Club, Augusta, Ga.
- 1950-1951: James D. Standish Jr., Country Club of Detroit, Gross Pointe Farms, Mich.
- 1952-1953: Totton P. Heffelfinger, Minikahda Club, Minneapolis, Minn.
- 1954-1955: Isaac B. Grainger, Montclair (N.J.) G.C.
- 1956-1957: Richard S. Tufts, Pinehurst (N.C.) C.C.
- 1958-1959: John D. Ames, Onwentsia Club, Lake Forest, Ill.
- 1960-1961: John G. Clock, Virginia C.C., Long Beach, Calif.
- 1962-1963: John M. Winters Jr., Southern Hills C.C., Tulsa, Okla.
- 1964-1965: Clarence W. Benedict, Winged Foot G.C., Mamaroneck, N.Y.
- 1966-1967: William Ward Foshay, Round Hill Club, Greenwich, Conn.
- 1968-1969: Hord W. Hardin, Bellerive C.C., Creve Coeur, Mo.
- 1970-1971: Philip H. Strubing, Sunnybrook G.C., Plymouth Meeting, Pa.
- 1972-1973: Lynford Lardner Jr., Milwaukee (Wis.) C.C., Milwaukee, Wisc.
- 1974-1975: Harton S. Semple, Sewickley Heights G.C., Sewickley, Pa.
- 1976-1977: Harry W. Easterly Jr., Country Club of Virginia, Richmond, Va.
- 1978-1979: Frank D. Tatum Jr., San Francisco (Calif.), G.C.
- 1980-1981: Will F. Nicholson Jr., Denver (Colo.) C.C.
- 1982-1983: William C. Campbell, Guyan G. & C.C., Huntington, W. Va.
- 1984-1985: James R. Hand, Sleepy Hollow C.C., Scarborough-on-Hudson, N.Y.
- 1986-1987: William J. Williams Jr., Siwanoy C.C., Bronxville, N.Y.
- 1988-1989: William C. Battle, Farmington C.C., Charlottesville, Va.
- 1990-1991: C. Grant Spaeth, San Francisco (Calif.) G.C.
- 1992-1993: Stuart F. Bloch, Wheeling (W.Va.) C.C.
- 1994-1995: Reg Murphy, Caves Valley G.C., Owings Mills, Md.
- 1996-1997: Judy Bell, Broadmoor G.C., Colorado Springs, Colo.
- 1998-1999: F. Morgan Taylor Jr., Seminole G.C., Juno Beach, Fla.
- 2000-2001: Trey Holland, Meridian Hills C.C., Indianapolis, Ind.
- 2002-2003: Reed K. Mackenzie, Hazeltine National G.C., Chaska, Minn.
- 2004-2005: Fred S. Ridley, Old Memorial G.C., Tampa, Fla.
- 2006-2007: Walter Driver Jr., Peachtree G.C., Atlanta, Ga.
- 2008-2009: James F. Vernon, Lakeside G.C., Burbank, Calif.
- 2010-2011: James B. Hyler Jr., Old Chatham G.C., Durham, N.C.